# Jüdische Kultusgemeinde im Landkreis Hameln-Pyrmont
Die Jüdische Kultusgemeinde im Landkreis Hameln-Pyrmont ist eine jüdische Gemeinde im Landkreis Hameln-Pyrmont mit Sitz in Hameln. Sie wurde 1998 als zweite jüdische Gemeinde in Hameln von russischen Juden gegründet und ist eher traditionell orientiert. Sie ist Mitglied im Landesverband der Jüdischen Gemeinden von Niedersachsen.
Ihre Synagoge befindet sich in der Deisterstraße 59–61 in Hameln. Ferner verfügt sie über eine Bibliothek, eine Galerie, ein Kindertheater, ein Jugendzentrum, einen Seniorentreff, eine eigene Zeitung und ein Restaurant mit koscherer Küche im Gemeindehaus.
2022 hatte sie 126 Mitglieder, 1. Vorsitzende ist Irina Pirogova.

## Weblink und Quelle
- Website der Jüdische Kultusgemeinde im Landkreis Hameln-Pyrmont

Landesverband der Jüdischen Gemeinden von Niedersachsen:

Braunschweig |
Landkreis Hameln-Pyrmont |
Hannover |
Kultusgemeinde Hildesheim |
Hildesheim |
Bad Nenndorf |
Oldenburg |
Osnabrück |
Landkreis Schaumburg |
Jüdische-Sefardisch-Bucharische Gemeinde |
Orthodoxe Jüdische Gemeinde zu Wolfsburg
Landesverband der israelitischen Kultusgemeinden von Niedersachsen:

Bad Pyrmont |
Celle |
Göttingen |
Hameln |
Liberale Jüdische Gemeinde Hannover |
Seesen |
Liberale Jüdische Gemeinde Wolfsburg/Region Braunschweig